# Axiodes sinuata
Axiodes sinuata är en fjärilsart som beskrevs av W. Warren 1905. Axiodes sinuata ingår i släktet Axiodes och familjen mätare. Inga underarter finns listade i Catalogue of Life.